# 타르누프군

마워폴스카주 지도에 표시된 타르누프군의 위치

타르누프군(폴란드어: powiat tarnowski)은 폴란드 마워폴스카주에 위치한 군으로 면적은 1,413.44km2, 인구는 193,549명(2006년 기준), 인구 밀도는 140명/km2이다. 군청 소재지는 타르누프이지만 타르누프군에 속하지 않고 별도의 도시군으로 존재한다.
북쪽으로는 동브로바군, 동쪽으로는 포트카르파츠키에주 뎅비차군, 남동쪽으로는 포트카르파츠키에주 야스워군, 남쪽으로는 고를리체군, 노비송치군, 서쪽으로는 브제스코군, 프로쇼비체군, 북서쪽으로는 시비엥토크시스키에주 카지미에자군과 접한다. 16개 지방 자치체(7개 도시형 농촌, 9개 농촌)를 관할한다.

군기
군 문장